# 汐留

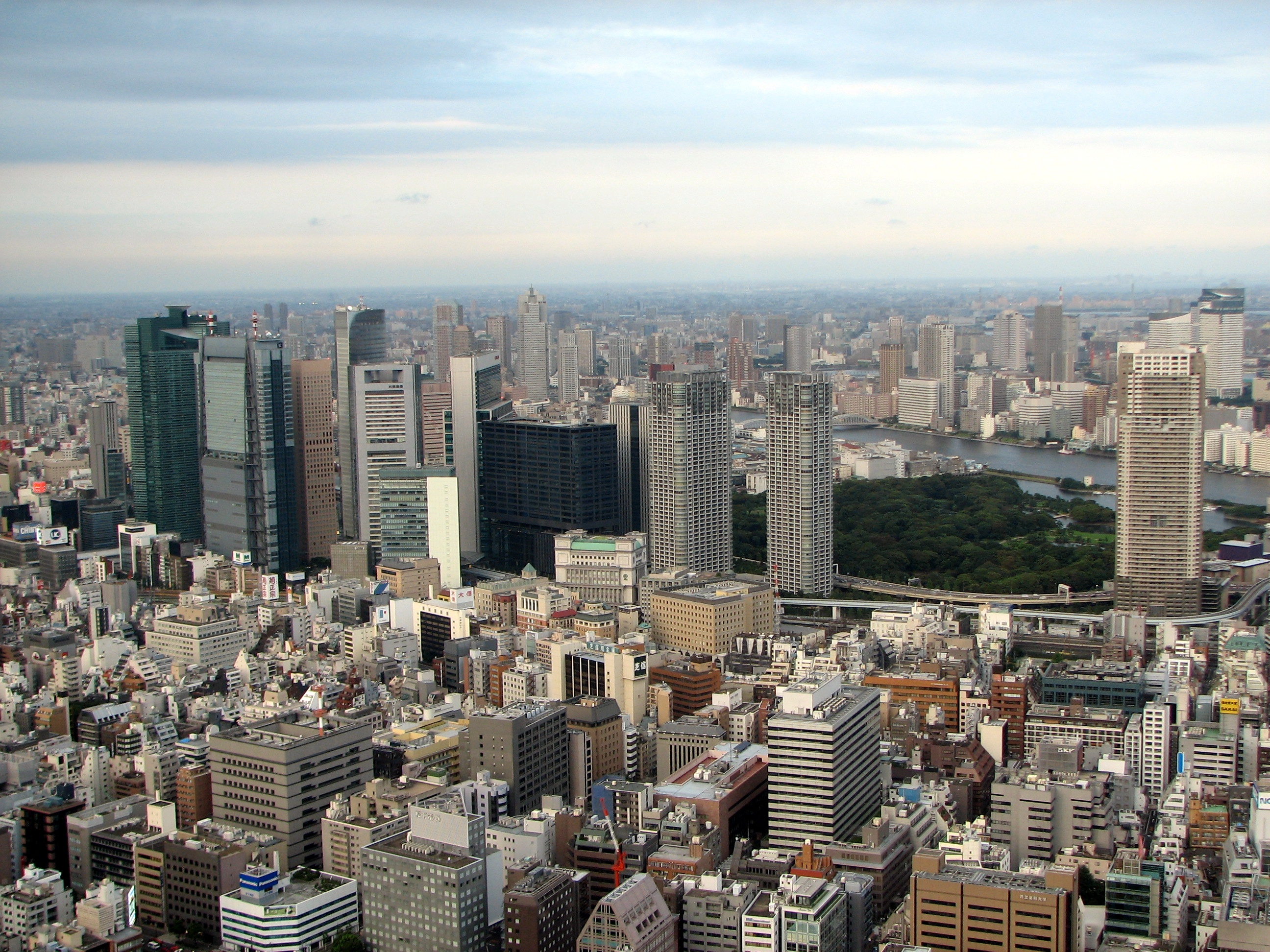
從東京鐵塔向東俯瞰汐留與濱離宮恩賜庭園

汐留（日语：／ Shiodome */?）是位於日本東京都港區的街區，範圍大致為銀座以南、築地以西、新橋以東、濱松町以北一帶，東南側隔著濱離宮恩賜庭園與隅田川、東京灣相鄰。行政區劃上曾設有隸屬於港區的汐留町，現今則分屬港區的東新橋一丁目、二丁目，以及海岸一丁目的一部分。
汐留是日本鐵路事業的發祥地，過去整個區域長期做為日本國鐵（今 JR）貨運站使用，即汐留貨運站，曾是東京的鐵路貨運樞紐。1986年汐留貨運站廢止後，自1990年代中期起在此進行大規模的都市再開發計畫，打造多功能複合都市地帶「SIO-SITE」（シオサイト），被稱為「都心部最後的超大型再開發計畫」，至今已大致成型。現在與六本木新城、台場等地成為東京新興觀光景點。

## 歷史
「汐留」這個地名最早起源於江戶時代初期：今天的汐留地區，在當時原本還只是流入江戶灣（今 東京灣）的內海—「日比谷內江」的一部份。德川家康入主江戶（今 東京），成立德川幕府後第三年（1606年），首次以「天下普請」的方式，向全國募集人力、物力與財力投入江戶城的建設，將日比谷內江填平即為其中一個建設項目。與此同時，替代用的新水道—與當時海岸線大致平行的外濠挖掘完成，並另行挖掘水道，自江戶灣引水進入外濠，還在引水道出海口附近沿岸興築土堤。由於海水總是隨著潮汐拍擊堤岸，「汐留」由此得名；連接外濠與江戶灣的引水道也被稱為「汐留川」（現已填平成為首都圈高速道路用地）。原本屬於日比谷內江一部份的地帶被填平後，結合原有土地，之後長年成為出身自龍野藩、仙台藩與會津藩等藩地的諸侯（大名），位於江戶的宅邸（屋敷）所在地；以水道與宅邸群相隔，當時稱為「濱御殿」的濱離宮恩賜庭園也隨後落成。
德川幕府瓦解，進入明治時代後，1870年，諸侯的宅邸用地被明治政府接收，旋即規劃為鐵道用地，並進行用地整理以興建車站。1872年10月14日，日本第一條鐵路——新橋（在當時為包含汐留在內的泛稱）至橫濱（車站約位於現在的櫻木町站）間約29公里的路段正式通車，成為明治維新的重要成就之一。由美國建築師設計，建築正面大致呈扁平「凹」字型的磚造洋樓——新橋停車場（在當時的西化風潮下，有時亦寫作；為衍生自英文“Station”的日文外來語）也在當天啟用。因為是離中心街區最近的車站，而且北側不遠處即為改建過後，成為新商業中心和日本第一座西式街道的「銀座磚瓦街」南端，因此成為當時東京對外交通的主要門戶，並留下「汽笛一聲過新橋」（汽笛一声新橋を…）的歌謠名句。
隨著鐵路路線向北延伸與高架化，以及位於丸之內的東京站落成，1914年當時已經稱為新橋站的新橋停車場改名為汐留站，並改為專營貨運的車站，不再辦理客運（與此同時，離汐留站不遠處，位於高架化鐵路新線上的「烏森站」則改名新橋站至今）。原本的新橋停車場建築依舊保留，但該建築後來在1923年的關東大地震中完全損毀。戰後，初期拜鐵路貨運發達之賜，汐留貨物站成為東京最大的物流集散地，貨運量於1960年代達到高峰。自日本各地經由鐵路運達的貨物皆在此分裝；此外還有通往築地市場的側線。只是到了後來，鐵路貨運終究還是不敵公路貨運的競爭。1986年，隨著國鐵即將於次年分割民營化為JR，汐留貨物站正式廢止，貨運的機能移轉至位於品川區八潮的東京貨物總站（東京貨物ターミナル駅）。
1992年，在東京都埋藏文化財中心主導下，貨物站舊址範圍內的大規模歷史遺跡調查開始進行，不但挖掘出許多江戶時代與明治時代遺留下來的各式器物，還發現了新橋停車場與江戶時代宅邸的殘餘基礎結構，以及部分公共設施的舊跡。與此同時，「汐留地區土地區劃整理事業與再開發地區計畫」經議決成為都市計畫項目之一，再開發地區總面積達30.9公頃。之後國鐵清算事業團漸次拍賣該區土地，土地區劃整理事業也隨之展開，經由拍賣取得土地所有權或地上權的新業主們並組成協會，進行街區規劃工作。
再開發地區的實際建設工作從1999年開始進行，到了2002年10月，由日本最大廣告公司電通投資興建的總部大樓落成，成為首棟完工啟用的大樓；11月，都營地下鐵大江戶線與百合鷗號（ゆりかもめ）汐留站通車，可轉乘前往新宿、六本木、台場等地；此時並決定以「SIO-SITE」作為再開發地區的暱稱，多間企業與機構如日本電視台、Panasonic電工（進駐當時仍以松下電工為名）、資生堂、共同通訊社…等，以及國際級大飯店紛紛進駐。次年，大致依昔日格局與外觀重新修建的舊新橋停車場原地重現，多棟大樓也陸續完工啟用，形成巨大的高層建築群，但也因此招致部分人士批評：建築群阻擋了自東京灣吹向陸地的海風，造成熱島效應。
2011年（平成23年）12月22日，東京都提案將此地劃入屬國家級國際戰略總合特區之一的亞洲總部特區。

## 沿革
- 江戶時代以前，汐留是江戶內海（東京灣）岸邊濕地。
- 慶長8年（1603年）以後，德川家康發令天下普請，完成汐留埋立地。
- 享保9年（1724年），成立汐留三角屋敷。
- 明治元年（1868年），東京府成立，歸屬東京府，改為東京府汐留三角屋敷。
- 明治2年（1869年），汐留三角屋敷與周邊的芝口新町等合併成立汐留町。
- 明治5年（1872年），日本最早的鐵道起點新橋站（後來汐留貨物站）開業。汐留町編入周邊武家地，鐵道用地，成立新的汐留町一丁目，二丁目。
- 明治11年（1878年），芝區成立，汐留町歸屬芝區，為東京府芝區汐留町。
- 明治22年（1889年），東京市成立，東京市芝區汐留町。
- 大正3年（1914年），東京站開設，新橋站廢止客運業務，新的汐留貨物站開業。同時烏森站改稱新橋站。
- 大正12年（1923年）9月1日，關東大地震，汐留站消失，新橋地區化為焦土。
- 昭和7年（1932年）12月1日，關東大震災後進行重建，汐留町與周邊地區成立新的芝區汐留。
- 昭和22年（1947年），芝區與赤坂區、麻布區合併成立港區。町名冠上「芝」，稱東京都港區芝汐留。
- 昭和40年（1965年）7月1日，實施住居表示（日语：住居表示），芝汐留與芝新橋一 - 六丁目的第一京濱（國道15號）東側地區編入東新橋一 - 二丁目。汐留從港區的官方地名中消失。
- 昭和61年（1986年）11月1日，國鐵汐留貨物站廢止。
- 平成7年（1995年），汐留貨物站舊址進行再開發，挖掘出江戶時代仙台藩上屋敷跡等遺跡。
- 平成14年（2002年），再開發地區的區劃整理結束，稱為汐留SIO-SITE。都營地下鐵大江戶線、百合鷗號汐留站開業。
- 平成15年（2003年），電通總部大廈、日本電視台大廈、汐留城市中心等主要大樓竣工。「烏龜汐留」開幕。
- 平成16年（2004年），汐留住友大樓竣工，Hotel Villa Fontaine（日语：ヴィラフォンテーヌ） Shiodome開幕。
- 平成17年（2005年），東京汐留大廈竣工，東京康萊德酒店（日语：コンラッド東京）開幕。
- 平成18年（2006年），汐留芝離宮大樓竣工。
- 平成19年（2007年），汐留大廈（日语：汐留ビルディング）竣工。
- 平成20年（2008年），汐留大廈1、2樓商業區的「HAMASITE Gurume」開幕。

## 主要建築與設施
（以下編號對照上圖排列）
①汐留城市中心　②日本電視台總部大樓　③汐留之塔大樓　④電通總部大廈　⑤汐留媒體塔
⑥凸版資訊（TOPPAN FORMS）總部大樓　⑦東京汐留大樓　⑧汐留住友大樓　⑨東京Twin Parks（分開出售型高層住宅）Acty汐留及La tour汐留
汐留SIO-SITE共分為五個主要街區，各街區的建築型態多為較具規模的綜合商業大樓，只有南側的「3區」與「4區」的一部分為高層住宅大樓，以及西側的「5區」為義大利式街景造街區。以下僅列出部分街區的主要建築與設施：

### 1區
- A街區：
  - 電通總部大厦
  - 烏龜汐留
    - 電通四季劇場「海」（日语：電通四季劇場［海］）
- B街區：
  - 汐留城市中心（汐留シティセンター）
    - 全日本空輸本社
    - 富士通本社
    - 三井化學本社

  - 舊新橋停車場：鐵道歷史展示室
  - Panasonic電工（日语：パナソニック電工）東京總部大樓（パナソニック電工東京本社ビル）
    - 汐留美術館（日语：汐留ミュージアム）
    - 東京Panasonic生活展示間（パナソニック リビングショウルーム東京）
- C街區：
  - 日本電視台大廈
    - 日本電視放送網本社
    - 讀賣電視放送東京支社

  - 汐留塔（汐留タワー）
    - 資生堂汐留辦公室
    - THE 皇家花園飯店ICONIC 東京汐留

### 2區
- D北1街區：
  - 東京汐留大樓
    - 軟體銀行本社
    - SOFTBANK BB（日语：ソフトバンクBB）本社

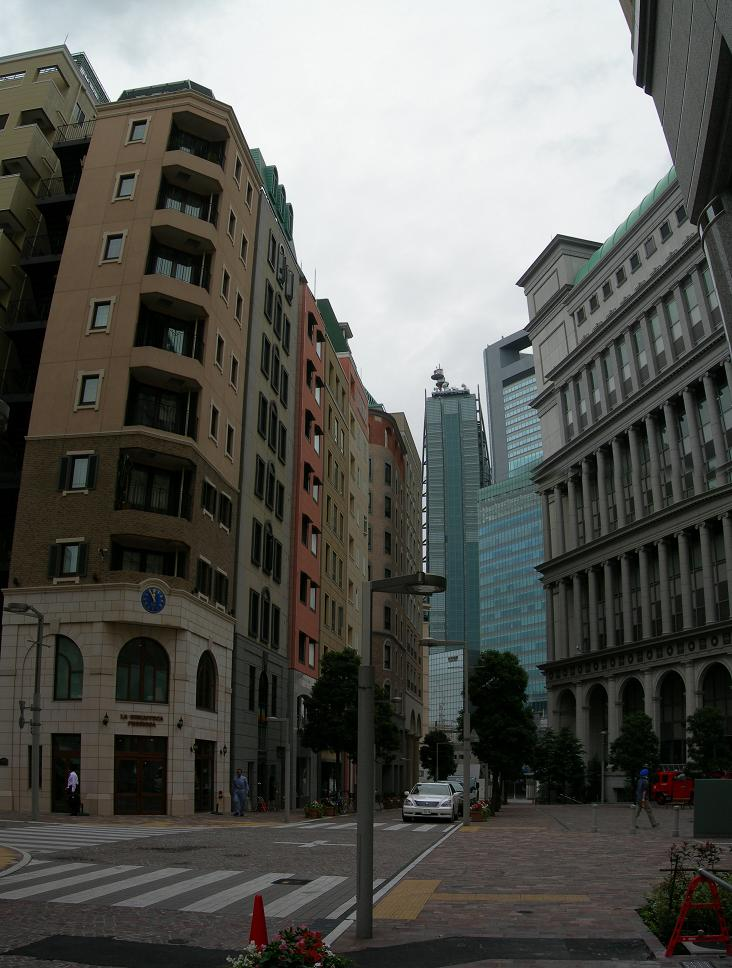
5區的西式街景

    - Softbank Telecom（日语：ソフトバンクテレコム）本社
    - SOFTBANK MOBILE本社
    - WILLCOM（日语：ウィルコム）本社
    - 東京港麗酒店（日语：コンラッド東京）（CONRAD TOKYO）
    - Pedi汐留（ペディ汐留）
- D北2街區：
  - 汐留住友大樓
    - JSR本社
    - SOFTBANK MOBILE
    - Softbank Telecom
    - SOFTBANK BB
    - SB Energy（SBエナジー）等
    - 汐留維拉噴泉酒店（日语：ヴィラフォンテーヌ）（HOTEL Villa Fontaine Shiodome）
- D北3街區：
  - 日本通運本社大廈
- E街區：
  - 汐留媒體塔
    - 共同通訊社總部
    - 東京公園酒店（日语：パークホテル東京）（PARK HOTEL TOKYO）

  - 凸版資訊（日语：トッパン・フォームズ）本社大廈

### 3區
- D南街區：
  - 東京Twin Parks
    - 左棟+右棟
- H街區：
  - 汐留H街區超高層大樓
    - Acty汐留
    - La Tour Shiodome（ラ・トゥール汐留）
      - Maruetsu Petit（24小時超市）
- 義大利公園：
  - 義大利公園（港區立公園）

### 4區
- I-1街區（港區海岸1丁目）：
  - 汐留芝離宮大廈（日语：汐留芝離宮ビルディング）
    - 太陽生命
    - 大同生命（日语：大同生命保険）
    - T&D控股
    - 神奇寶貝中心（日语：ポケモンセンタートウキョー）

- I-2街區（港區海岸1丁目）：

- - SKY GRANDE SHIODOME（スカイグランデ汐留）
  - 汐留大廈（日语：汐留ビルディング）
    - NTT Communications（日语：NTTコミュニケーションズ）
    - 哈特福保險（英语：The Hartford）
    - 三井住友信用卡
    - Pronexus（日语：プロネクサス）
    - TOTO
    - 樂敦製藥東京支社

### 5區
- 西街區：
  - 義大利街（イタリア街；Citta' Italia）

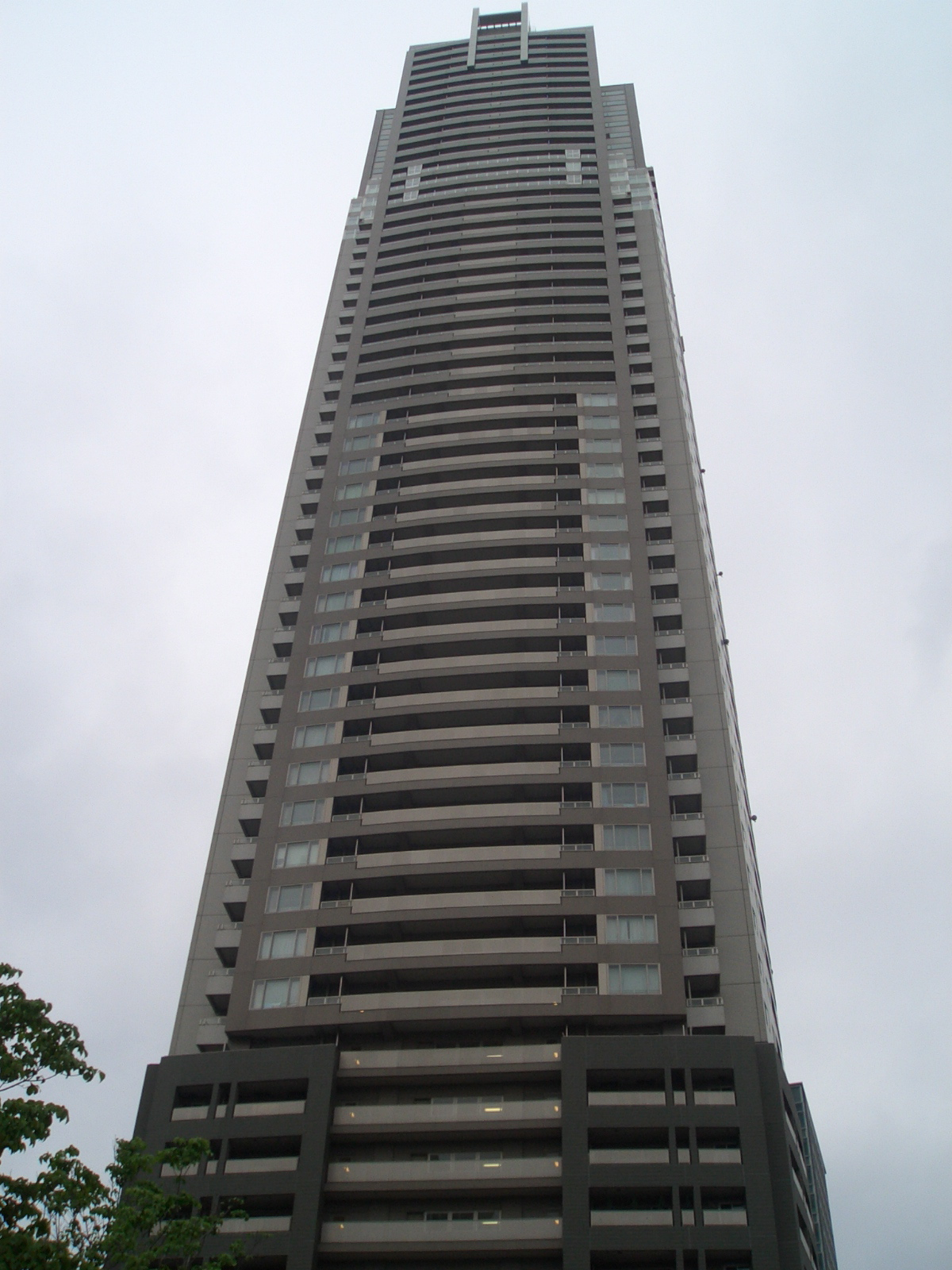
Acty汐留、La Tour汐留
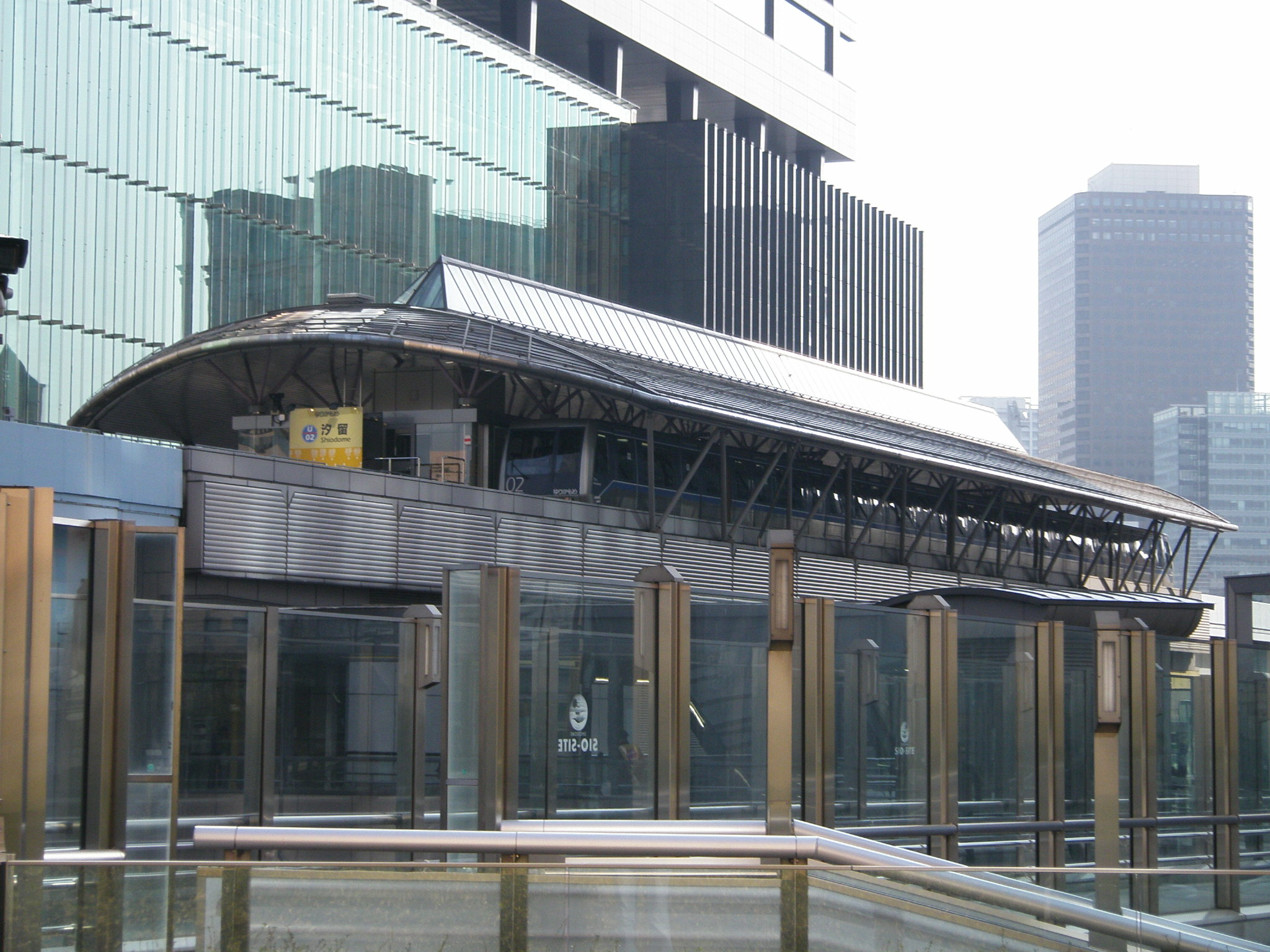
新交通百合鷗號汐留站
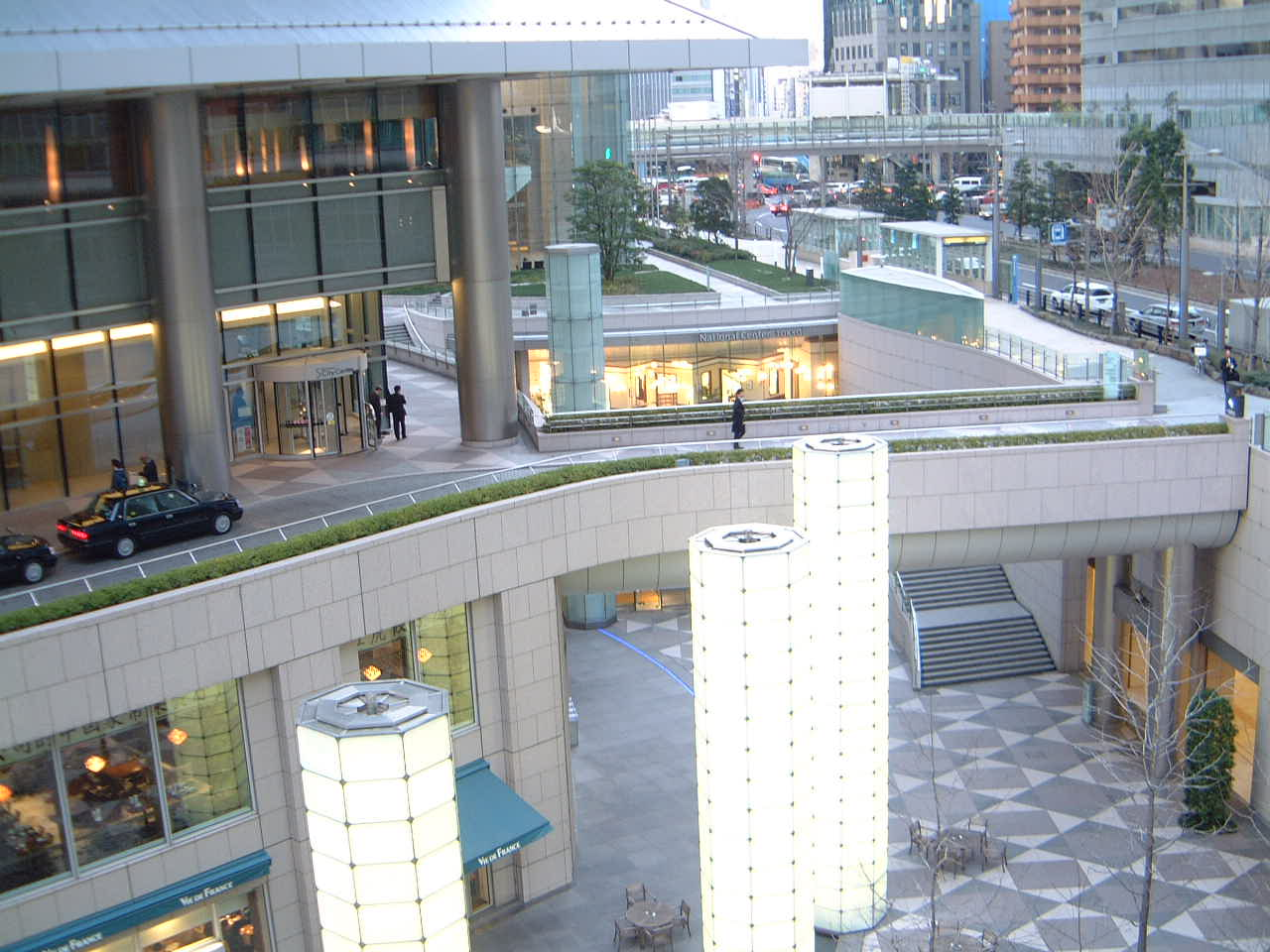
汐留城市中心地下
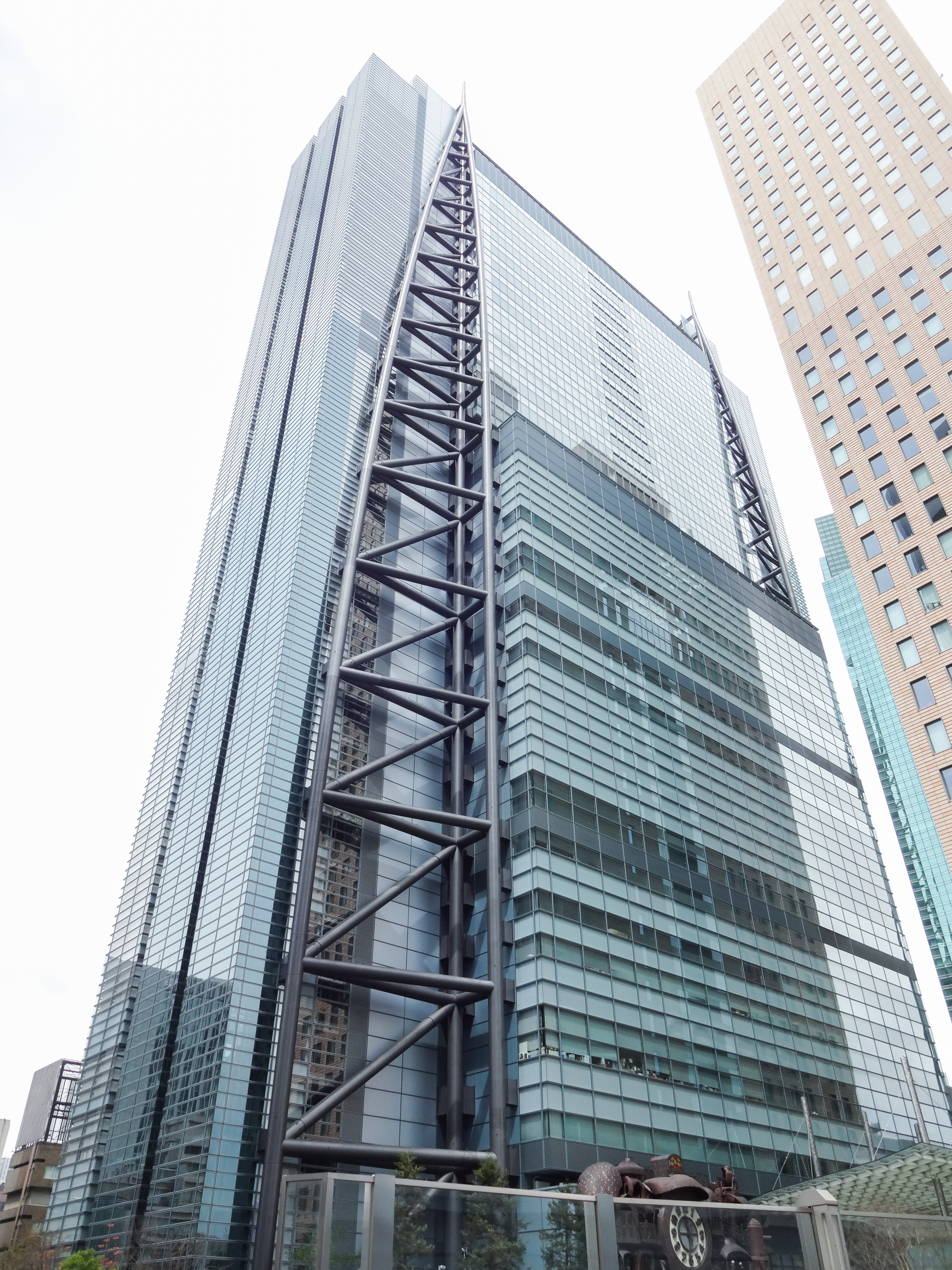
日本電視台大廈
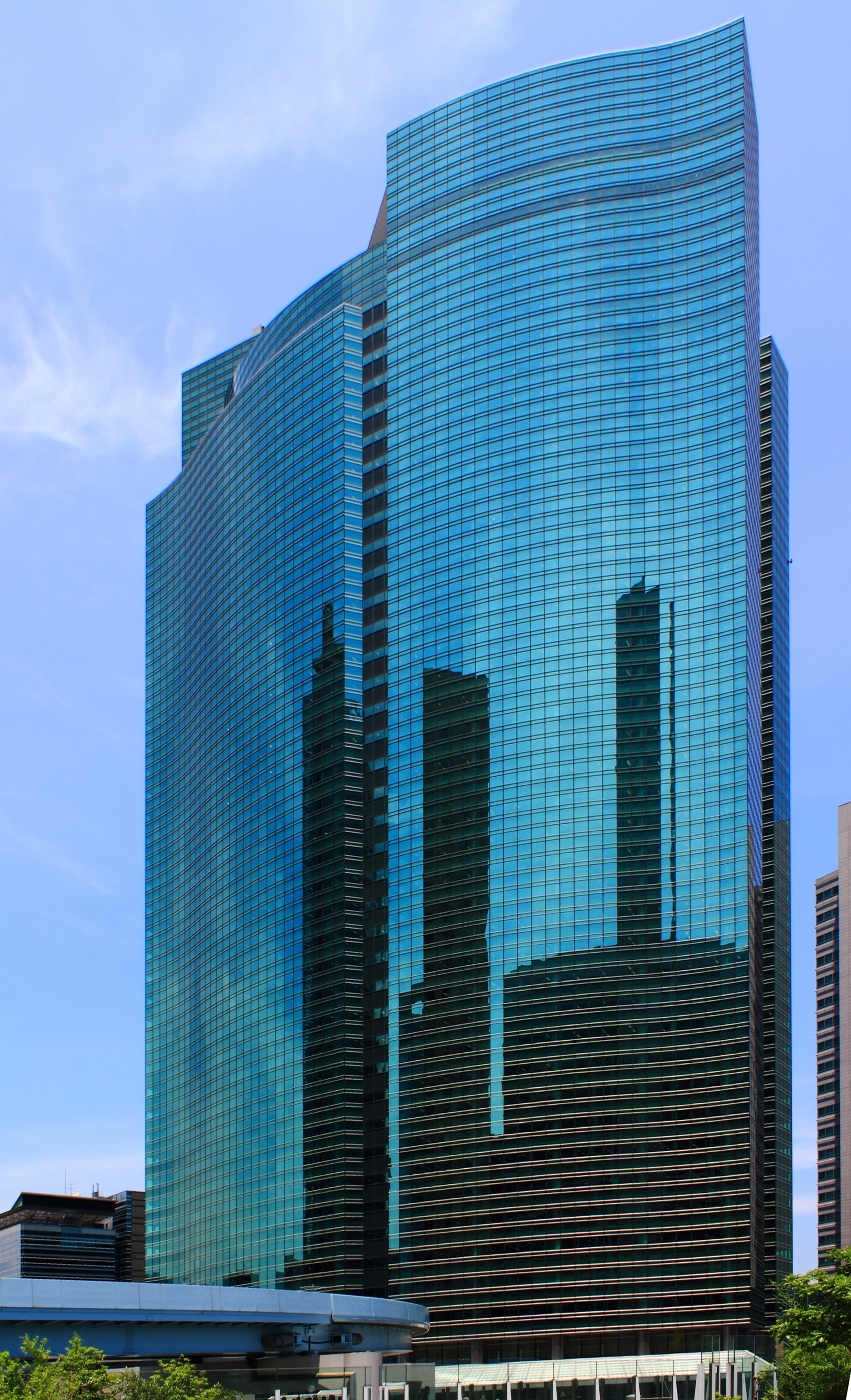
汐留城市中心
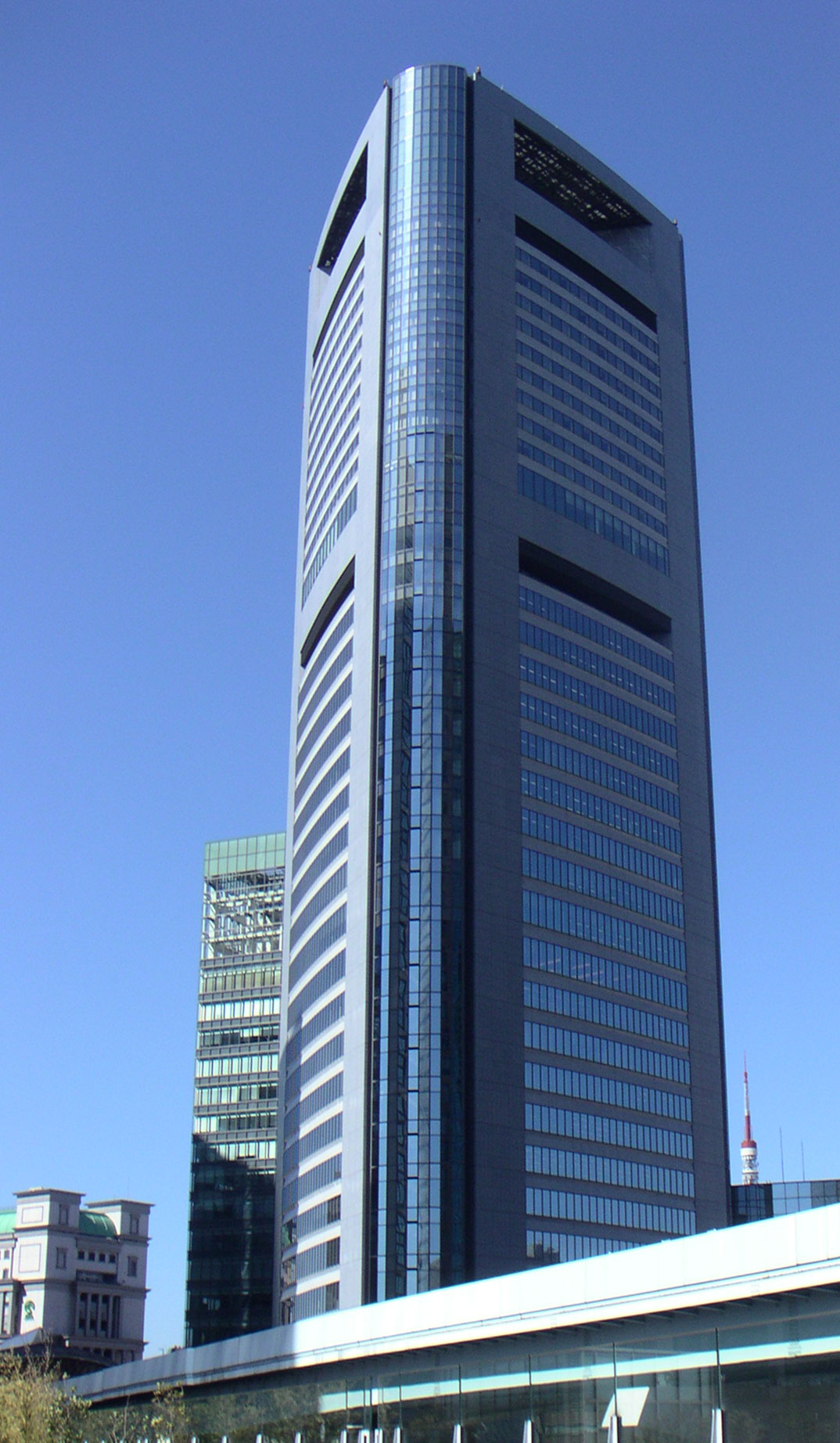
汐留媒體塔
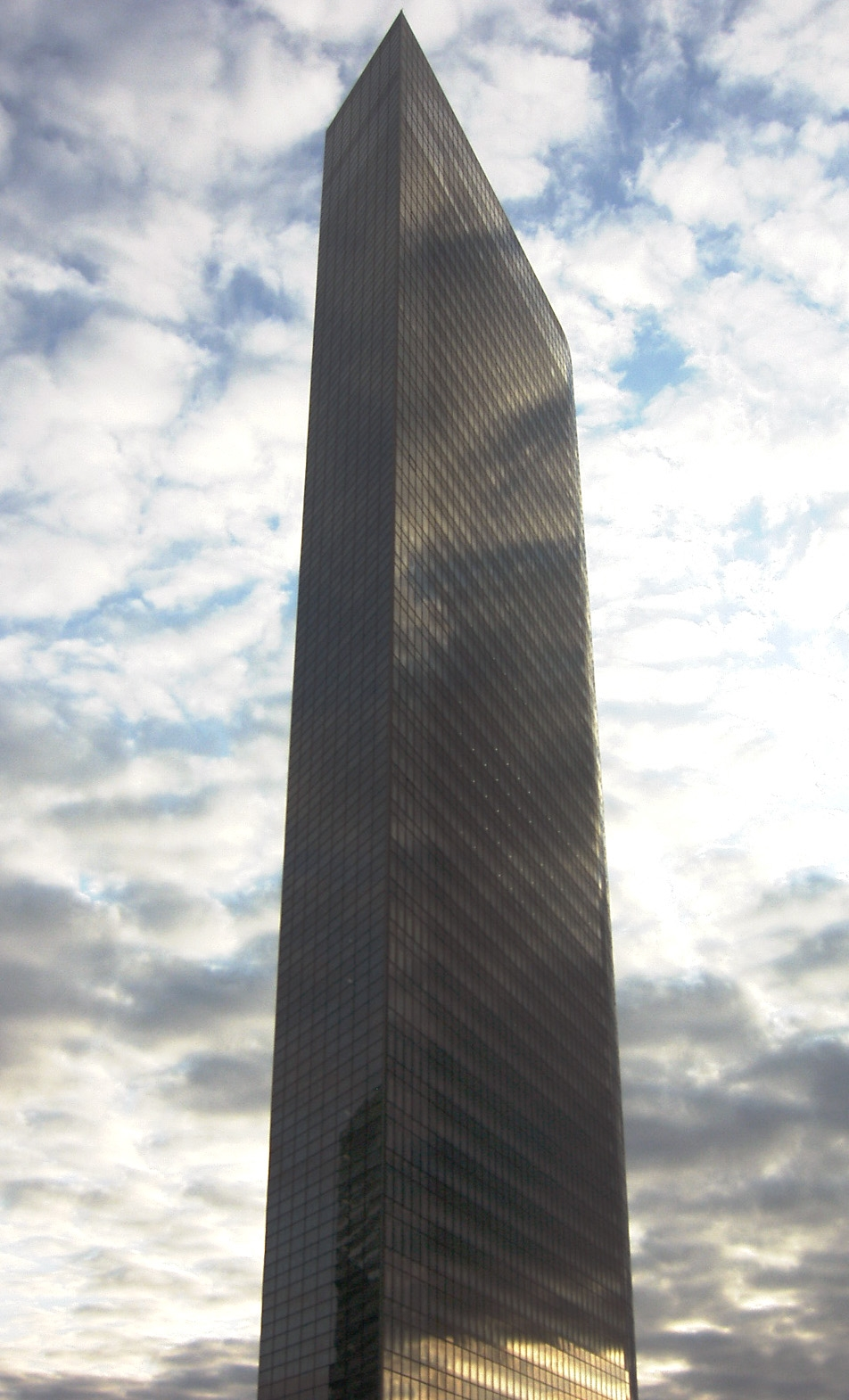
電通總部大廈
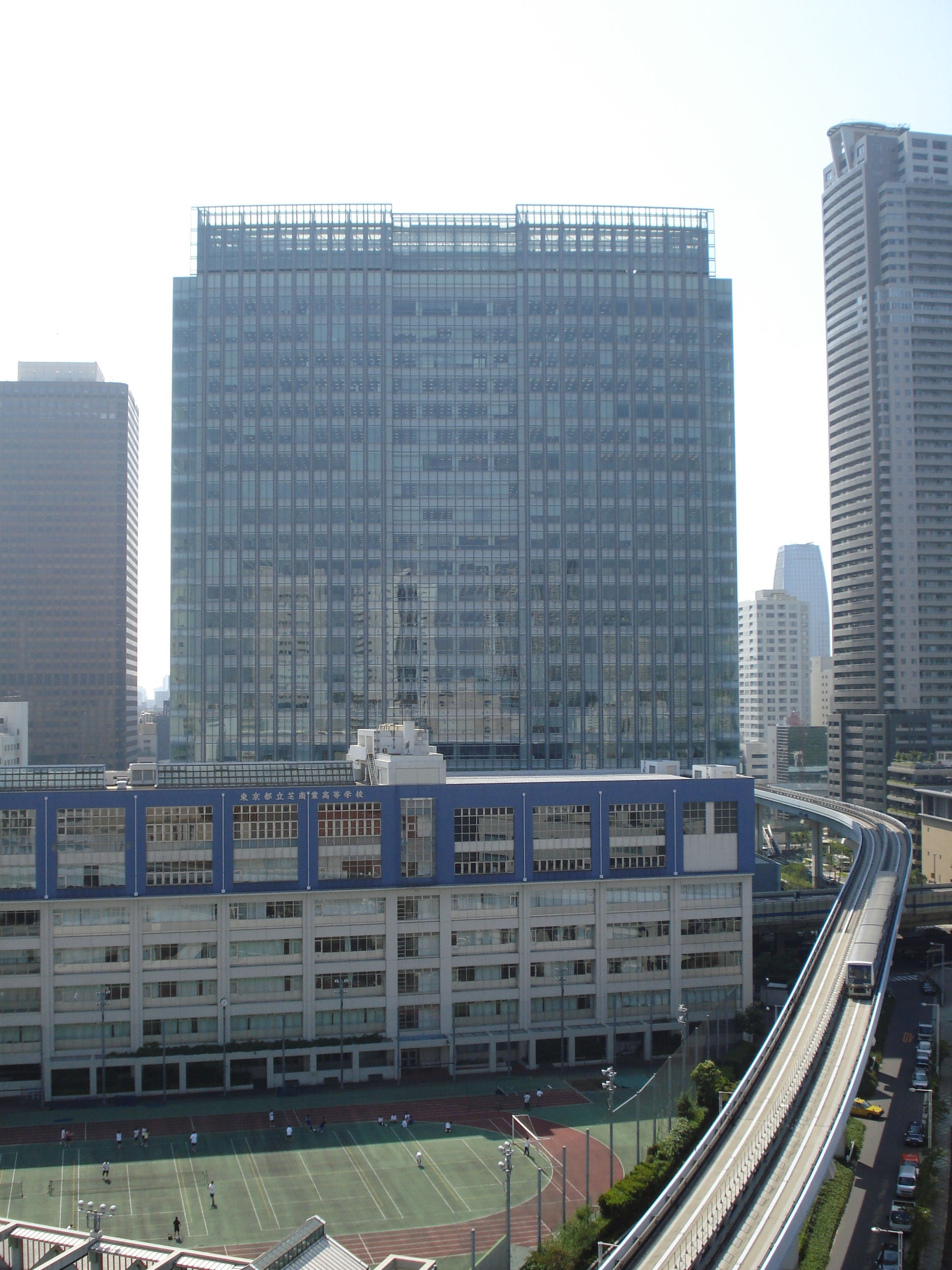
汐留大廈（日语：汐留ビルディング）與新交通百合鷗號
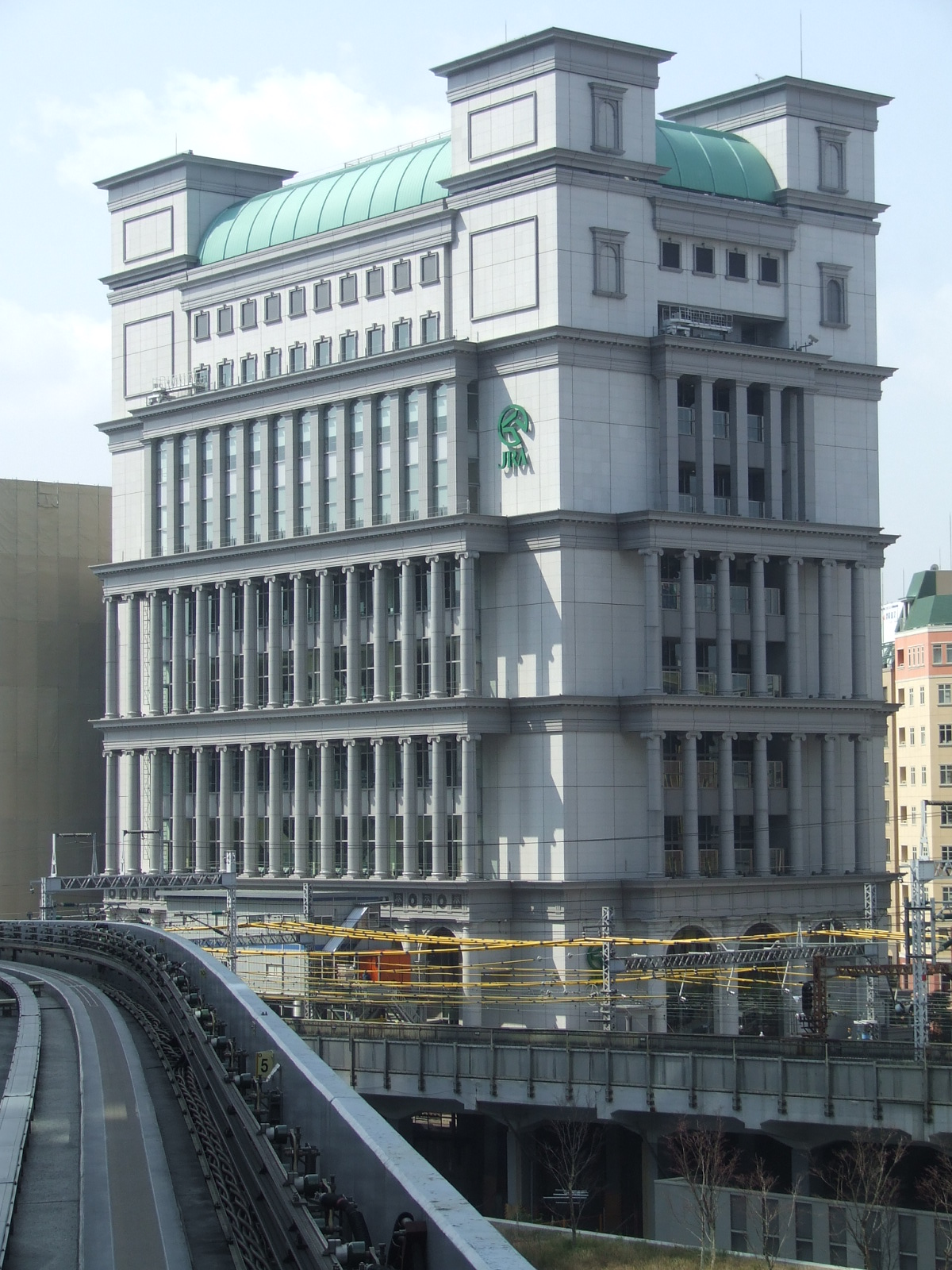
WINZ汐留（日语：ウインズ汐留）

## 交通

### 道路交通
- 巴士（搭至新橋站下車，步行前往）
  - 東京都交通局都營巴士
- 道路
  - 第一京濱（國道15號）
  - 昭和通、海岸通（東京都道316號日本橋芝浦大森線）
  - 都市計畫道路補助313號線（銀座ー濱松町線）2010年4月ー2012年1月 拓寬、新幹線擁壁建設工程
  - 新大橋通（東京都道、千葉縣道50號東京市川線（日语：東京都道・千葉県道50号東京市川線））
- 高速道路
  - 首都圈高速道路（1號）都心環狀線（汐留出口）
  - 東京高速道路會社線（新橋出口）

### 鐵路車站
- 汐留站
  - 新交通百合鷗號（ゆりかもめ；全稱為「東京臨海新交通臨海線」）－車站編號 U-02
  -  都營地下鐵大江戶線－車站編號 E-19

- 新橋站
  - 新交通百合鷗號（ゆりかもめ；全稱為「東京臨海新交通臨海線」）－車站編號 U-01
  -  山手線、京濱東北線、東海道本線、橫須賀線
  -  東京地下鐵銀座線－車站編號 G-08
  -  都營地下鐵淺草線－車站編號 A-10

- 大江戶線汐留站與淺草線新橋站間，有地下通道連接，步行時間約需3～5分鐘。

## 外部連結
- 汐留SIO-SITE官方網站 （页面存档备份，存于）（日語）
- Comune汐留[永久]（「義大利街」營建單位）（日語）

35°39′46.00″N 139°45′35.45″E / 35.6627778°N 139.7598472°E